# Masłomęcz
Masłomęcz – wieś w Polsce położona w województwie lubelskim, w powiecie hrubieszowskim, w gminie Hrubieszów. Leży przy drodze wojewódzkiej nr 844.
| SIMC    | Nazwa             | Rodzaj    |
| ------- | ----------------- | --------- |
| 0889367 | Czerniczynek      | część wsi |
| 0889350 | Kolonia Masłomęcz | część wsi |

W latach 1975–1998 miejscowość administracyjnie należała do województwa zamojskiego. 
Wieś jest sołectwem w gminie Hrubieszów. Według Narodowego Spisu Powszechnego (III 2011 r.) liczyła 370 mieszkańców i była dwunastą co do wielkości miejscowością gminy Hrubieszów.
Wierni Kościoła rzymskokatolickiego należą do parafii św. Jana Chrzciciela w Czerniczynie.

## Historia
Na obszarze wsi zlokalizowano największą z okolicznych osad Gotów i przynajmniej dwa cmentarzyska. Badania na jednym z nich (stanowisko nr 15) przyczyniły się walnie do wyodrębnienia tzw. grupy masłomęckiej, która wyróżnia się w środowisku kultur kręgu gockiego szczególnym obrządkiem pogrzebowym, preferującym birytualizm i cząstkowaniem zwłok w przypadku pochówków inhumowanych. Poza tym, ową niezwykłą formację kulturową charakteryzuje wysoki poziom rzemiosła - między innymi bardzo szybko przyswojono sobie tutaj umiejętność toczenia naczyń, najpewniej produkcję szkła, wysoko postawiona była metalurgia kolorowa oraz szerokie kontakty handlowe. W trakcie wykopalisk na cmentarzyskach w Masłomęczu i Gródku natrafiono na groby, które można wprost przypisać Sarmatom i Bałtom.
W Masłomęczu znajduje się założony w I połowie XIX w. cmentarz – najpierw greckokatolicki, a po 1875 r. prawosławny. Od końca II wojny światowej jest nieużytkowany. Cmentarz jest ogrodzony i zajmuje powierzchnię 0,56 ha.

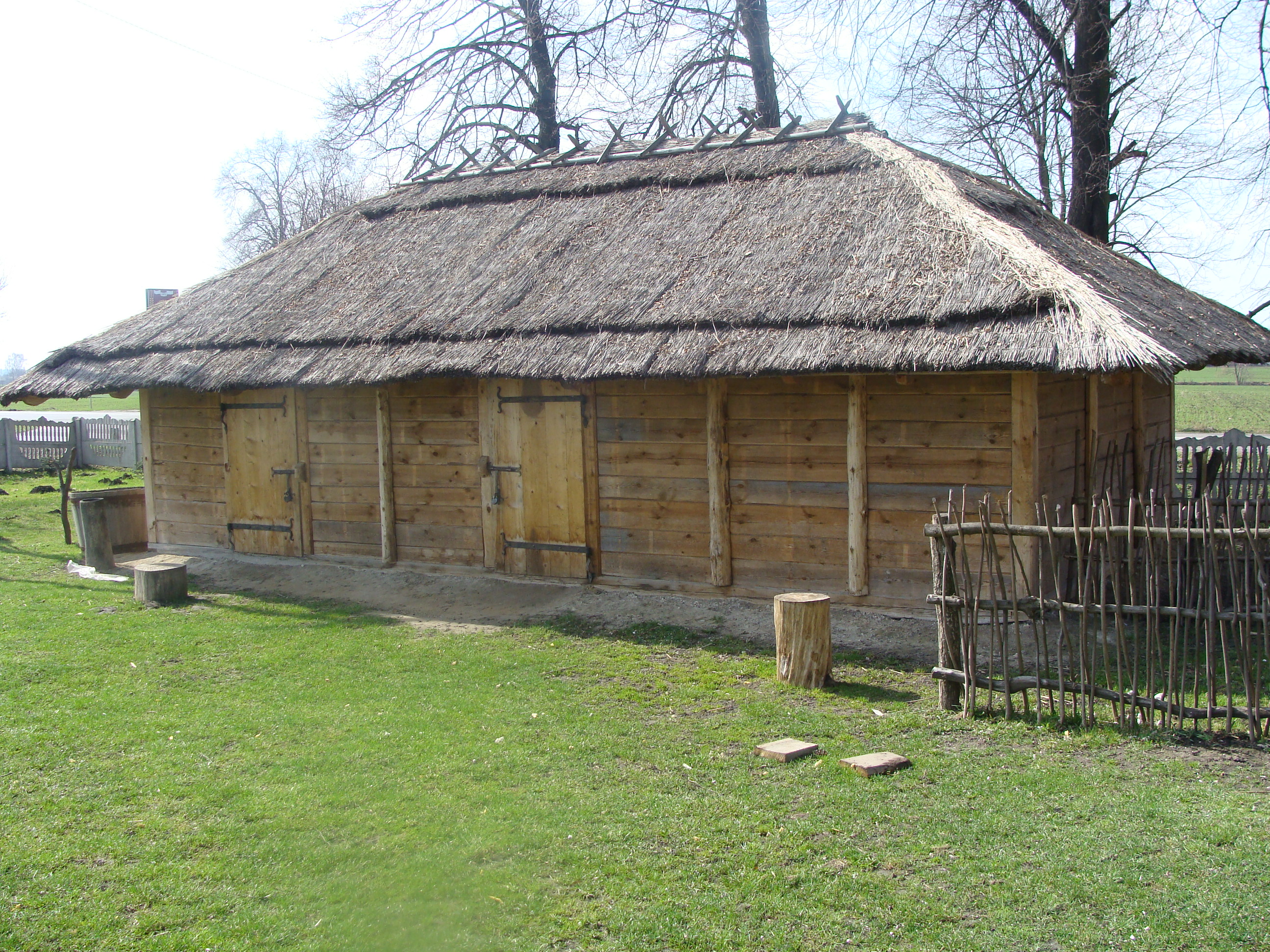
Rekonstrukcja chaty gockiej
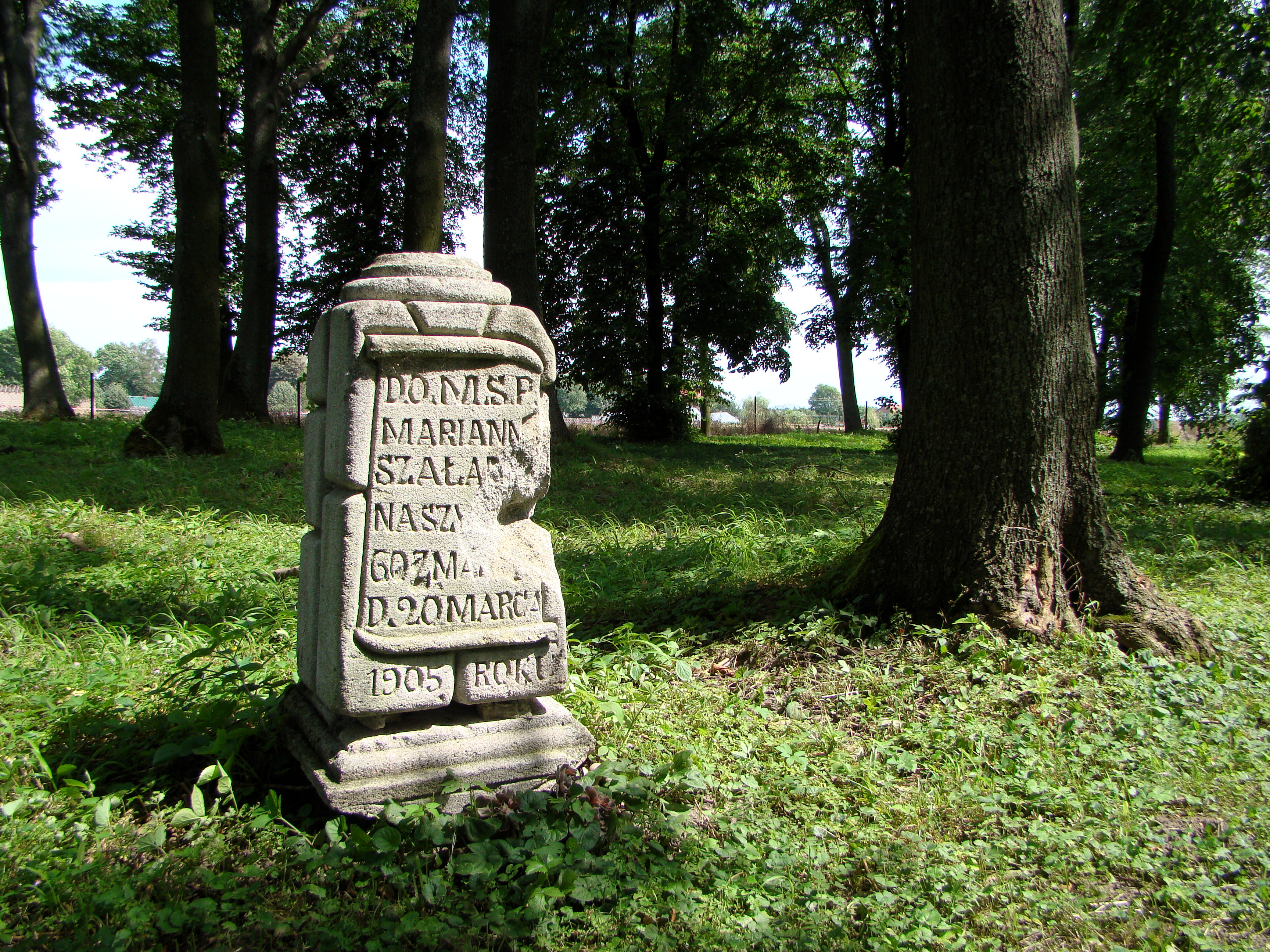
Cmentarz prawosławny i greckokatolicki